# MD Helicopters MH-6 Little Bird

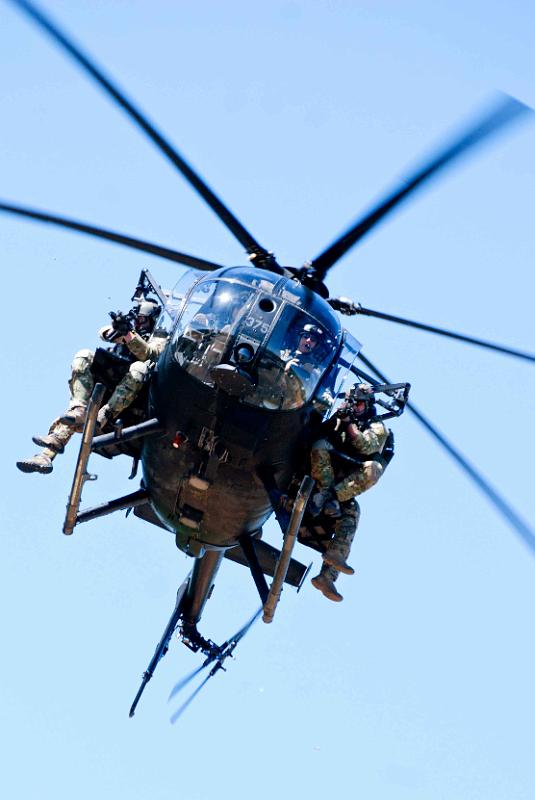
Visto de baixo. Soldados de elite estão sentados nas laterais da aeronave, demonstrando a gama de capacidades e treinamento das Operações Especiais do Exército dos Estados Unidos

O MH-6 Little Bird (ou AH-6) é um helicóptero de ataque e transporte usado principalmente para operações especiais do exército dos Estados Unidos. Baseados originalmente numa versão modificada do OH-6A, foi mais tarde baseado na versão MD 500E, com um rotor de cinco hélices. A versão mais moderna, o MH-6M, foi baseado no MD 530F e tem um rotor principal de seis hélices. A primeira vez que foi enviado para o exterior numa missão foi durante a Crise de reféns no Irã, mas não chegou a ver combate. Porém viu ação significativa na Invasão de Granada (1983) e do Panamá (1989), na Batalha de Mogadíscio (1993) e na Operação Liberdade do Iraque.